# Жезказган
Вижте пояснителната страница за други значения на Жезказган.
Жезказган (на казахски: Жезқазған - Копаеща мечка; на руски: Жезказган) е град в Централен Казахстан, административен център на Улътауска област. Има население от 86 227 жители според преброяване от 2009 г.

## География
Градът е разположен югоизточно от планината Улитау, в северозападния край на Гладната степ, на условната граница между пустинната и полупустинната зони.
На север опира до южните разклонения на Кенгирското водохранилище на река Кара Кенгир, на юг е Жендинското водохранилище. Северозападно са разположени град Сатбаев - на 8 км и селище от градски тип Жезказган – на 15 км.

## История
Споменава се за първи път през 1771 година. След това в района са изпратени геоложки експедиции за проучване на залежите на мед. Селището се развива и става крупен металургичен център за производство на мед от медната руда, добивана в района.
Работническото селище Болшой Джезказган (Большой Джезказган) е обявено за град Джезказган с указ на Президиума на Върховния съвет на Казахската ССР на 20 декември 1954 година.
Градът е административен център на бившата Джезказганска област (1991 – 1997). На 8 септември 1992 година с постановление на Президиума на Върховния съвет на Казахстан транскрипцията на името на Джезказган е изменена на Жезказган, а на Джезказганска област – на Жезказганска област.
От 8 юни 2022 година градът е административен център на новосъздадената Улътауска област.

## Икономика
Основата на икономиката на града е медната металургия. Тя е представена от комбината „Жезказганцветмет“ (с 2 обогатителни фабрики, 3 завода и други предприятия) – сред най-мощните медни комбинати в СССР, принадлежащ понастоящем на Корпорация „Казахмыс“, добиваща 90 % от медта в страната, на 11-о място в света.
Работят също Жезказганската ТЕЦ, шивашки и ремонтни предприятия. Градът се обслужва от международно летище, железопътна и автогара.